# 4. корпус АРБиХ
Четврти корпус босанске војске био је један од пет, касније седам корпуса формираних 1992. године.

## Оперативна зона
Четврти корпус је био углавном одговоран за тадашњи Мостар, штаб Четвртог корпуса и мостарску регију, али и за Ливно, Томиславград и Требиње, Коњиц, Прозор, Јабланицу.

## Команданти
- 1. командант: пуковник Ариф Пашалић (до 06.11.1993.)
- 2. командант: Сулејман Будаковић
- 3. командант: бригадни генерал Рамиз Дрековић
- 4. командант: бригадни генерал Мустафа Полутак

## Јединице 4. корпуса
- 42. брдска бригада
- 43. брдска бригада (Коњиц)
- 44. брдска бригада (Јабланица)
- 45. брдска бригада 'Неретвица' (Бутуровић Поље, код Јабланице)

Командант: Хасо Хакаловић
- 48. брдска бригада (Мостар)
- 49. брдска бригада
- 450. лака пешадијска бригада (Бјелимићи)
- Батаљон војне полиције (Мостар)
- Самостални батаљон (Прозор)
- Независни одреди